# Inariyamski mač
Inariyamski mač je željezni mač iz Inariyame iskopan na inariyamskom kofunu 1968. godine. Inariyamski mač iz grobne gomile (kanji: 稲荷山古墳出土鉄剣, hiragana: いなりやまこふんしゅつどてっけん, romaji: Inariyama kofun shutsudo tekken) ili "zlatom ugravirani željezni mač" (金錯銘鉄剣 kinsakumei tekken) iskopan je iz megalitske grobne humke u prefekturi Saitami. Kad je otkriven, opisan je kao otkriće stoljeća za studiranje drevne japanske povijesti. Designiran je kao nacionalno blago Japana (国宝, kokuhō) .
Tekst na maču iz Inariyame je mogući najstariji primjerak man'yōgane. 1978. godine je analizom X-zrakama otkriven u zlatu utisnuti napis od barem 115 kineskih znakova i ovog teksta, napisanog na kineskom, uključujući japanska osobna imena koja su vjerojatno napisana fonetski. Za mač se mislilo da je napravljen godine 辛亥年 (471. po Kristu prema opće prihvaćenoj teoriji).
Postoji mogućnost da je napis na Inariyamskom maču možda napisan na inačici kineskog jezika rabljenog u kraljevstvu s Korejskog poluotoka Baekjeu.